# Simultaneidade
Simultaneidade é a propriedade de dois eventos poderem ser percebidos de forma coincidente - em um mesmo instante - em pelo menos um sistema de referências; usualmente - em se tratando da relatividade especial - em um sistema de referência irrotacional com origem (e observador) posicionada no ponto médio do segmento de reta que une os pontos espaciais de ocorrência dos eventos no sistema em questão (eventos espaço-separados). A simultaneidade não é propriedade de qualquer par de eventos, e quando possível é per facto também relativa ao referencial. Verificar-se simultaneidade em um referencial não implica obrigatoriedade verificar-se a mesma em referencial dele distinto; o que vale mesmo quando as origens e eixos de tais referenciais momentaneamente coincidam de forma que as coordenadas espaciais dos eventos venham a ser as mesmas em ambos, provido contudo que os referenciais movam-se um em relação ao outro, na direção dos eventos. A simultaneidade, se verificada, é contudo tratada de forma absoluta no âmbito da mecânica clássica: nesse domínio - onde se considera que a informação se propaga entre dois pontos de forma instantânea - a simultaneidade em um referencial implica a simultaneidade em todos os demais referenciais; o que não foge de forma perceptível do cotidiano.
A questão do que seja a simultaneidade é fundamental em física, em especial na modelagem dos fenômenos físicos, tanto na mecânica clássica como na teoria da relatividade. Um conjunto de relógios entre si sempre estáticos e simultâneos é utilizado para se estabelecer um sistema de referências espaço-temporal na relatividade restrita, onde, a cada posição ao longo dos eixos coordenados e da malha espacial do referencial atrelado, faz-se situar um relógio simultaneamente sincronizado (em termo de um ajudante estático no ponto médio entre cada par) com qualquer outro relógio da malha; todos portanto igualmente simultâneos ao relógio situado na origem do sistema (o relógio junto ao observador ao qual atrela-se o sistema de referências). As coordenadas espaço-temporais de um evento no sistema de referências desse observador são então determináveis mediante as leituras da posição espacial e indicação de tempo do relógio espacialmente justaposto ao evento no instante de sua ocorrência. E nestes termos, eventos simultâneos são aqueles que ocorrem ao mesmo tempo, ou seja,  que localizam-se no espaço-tempo através do mesmo valor de tempo coordenado t.
Repare que a simultaneidade entre quaisquer pares de relógios na malha espaço-tempo do referencial de um dado observador implica fisicamente que, situado este por definição sempre na origem e não no ponto médio entre dois relógios de sua malha, ao comparar instantaneamente a leitura do relógio que a ele se justapõe com a leitura que ele infere na imagem de qualquer outro relógio dele distante, o citado observador irá perceber que quanto mais distante dele se encontrar um dado relógio de sua malha espaço-temporal, mais "atrasado"  este relógio será por ele visto na origem. Isto traduz o fato físico de que, ao se olhar o céu noturno, observam-se eventos que de fato já ocorreram; e fazendo esses eventos literalmente parte do passado do observador, são por tal taxados com um valor de tempo coordenado menor em sua malha espaço-temporal: quanto mais distante se olha, mais no passado encontra-se o que se está a vislumbrar. O Hubble está literalmente a bisbilhotar cada vez mais fundo no passado do universo.
Conforme definida, a simultaneidade de eventos em um referencial em particular implica que tais eventos ocorrem em um mesmo tempo (coordenado) nesse sistema de referências; e não que estes serão percebidos de forma concomitante (mesmo tempo próprio) pelo observador atrelado à origem do sistema. O Hubble, ao bisbilhotar o passado, está a fotografar eventos quase sempre não simultâneos no sistema de referências a ele atrelado. 

## Simultaneidade ou simultaneidades?
Há que se distinguirem a simultaneidade com base no tempo coordenado  - a acepção usualmente atrelada ao termo simultaneidade - e a concomitância (simultaneidade) na percepção dos eventos pelo observador na origem do mesmo referencial (o que, a grosso modo, poderia-se chamar de "simultaneidade própria"). Dois eventos são simultâneos em um referencial se seus tempos coordenados neste referencial são iguais:
{\displaystyle t_{1}=t_{2}}
contudo, dois eventos são conforme aqui definido "propriamente" simultâneos em um referencial se as suas separações espaço-temporais (I) à origem desse referencial são iguais:
{\displaystyle I_{1}=[-(ct_{1})^{2}+x_{1}^{2}+y_{1}^{2}+z_{1}^{2}]=[-(ct_{2})^{2}+x_{2}^{2}+y_{2}^{2}+z_{2}^{2}]=I_{2}}
onde c representa o valor da velocidade da luz no vácuo.
Em termos do ajudante citado no segundo parágrafo desse artigo, é fácil perceber que, situando-se este por definição sempre no ponto médio entre os dois dos relógios estáticos a serem sincronizados, as somas dos quadrados das coordenadas espaciais ({\displaystyle x^{2}+y^{2}+z^{2}}) de cada um dos relógios necessariamente se igualam no referencial do ajudante. A observação concomitante de leituras iguais por este auxiliar (simultaneidade própria de leituras iguais para este observador; {\displaystyle I_{1}=I_{2}}) implica portanto a simultaneidade dos dois relógios ({\displaystyle t_{1}=t_{2}}), ou seja, a simultaneidade de suas marcações, no referencial do ajudante; e assim por definição, também a sincronia destes; e de qualquer outro par de relógios submetidos ao mesmo processo.